# Luigi Ferrarese
Luigi Ferrarese (Brienza, 12 dicembre 1795 – Napoli, 8 agosto 1855) è stato uno psichiatra e politico italiano, tra i maggiori studiosi della teoria frenologica e precursore dell'antropologia criminale, pseudoscienza propugnata da Cesare Lombroso. Nelle sue opere s'impegnò con il metodo scientifico nell'alleviare i mali sociali del suo tempo.

## Biografia
Nato da Nicola e di Antonia Contardi, iniziò a formarsi presso il collegio degli Scolopi a Napoli, dove studiò lettere italiane, latine e greche. Dopo la laurea in medicina nel 1817, si dedicò all'insegnamento, allo studio della psichiatria e prestò servizio presso il Regio manicomio di Aversa. Fu inoltre membro di numerosi istituti come l'Accademia delle scienze di Napoli, l'Accademia delle Scienze di Torino (dal 4 gennaio 1835), la Società Medica Chirurgica di Bologna, l'Accademia galileiana di Padova e fu socio corrispondente della Società Frenologica di Parigi.
Ferrarese è fondamentalmente noto per essere stato il principale promotore della frenologia in Italia durante il XIX secolo, sulla quale scrisse diverse opere tra il 1830 e il 1838, la più nota è Memorie Risguardanti La Dottrina Frenologica, considerata una delle più importanti del campo e che fu apprezzata dal frenologo scozzese George Combe. Un altro studio essenziale è racchiuso in Della Monomania Suicida, in cui Ferrarese considerava "assurdo e ingiusto" il provvedimento del governo di punire i familiari dei suicidi, essendo estranei alle cause.
Ferrarese fu tra i primi ad affrontare e criticare il pandeismo, che, secondo il medico, profanava i misteri della teologia. Le sue opere iniziali furono approvate dalla chiesa ma quelle successive al 1838 gli procurarono problemi con le gerarchie ecclesiastiche. Nel 1839, Ferrarese fondò il giornale Il Gatto Letterato, Foglio periodico, edito a Capolago ma stampato senza licenza a Napoli. A causa di alcuni articoli giudicati lesivi, tra cui una "Lettera di un Frenologo ad un Dottore degli Stati Pontifici", il medico lucano fu richiamato dal tribunale della Santa Sede, ricevendo una condanna a 28 giorni di carcere e la sospensione dal suo incarico presso il manicomio di Aversa.
Nel 1848 venne eletto deputato per il distretto di Potenza al Parlamento delle Due Sicilie e ricoprì altri incarichi come membro della Commissione di agricoltura e commercio e membro del primo ufficio della Camera. Essendo di idee liberali fu tenuto sotto controllo dal governo borbonico. Nei suoi ultimi anni, abbandonò l'attività scientifica e si ritirò a vita privata. Morì di tifo a Napoli nel 1855.

## Opere
- Delle malattie della mente ovvero delle diverse specie di follie: Vol.1 (1830)
- Delle malattie della mente ovvero delle diverse specie di follie: Vol.2 (1832)
- Della monomania suicida (1835)
- Memorie risguardanti la dottrina frenologica (1838)
- Opuscoli sopra svariati scientifici argomenti (1838)
- Ricerche intorno all'origine dell'istinto (1838)
- Quistioni medico-legali intorno alle diverse specie di follie (1843)
- Nuove ricerche di sublime Psicologia medico-forense (1845)